# Mycalesis socotrana
Mycalesis socotrana är en fjärilsart som beskrevs av Butler 1881. Mycalesis socotrana ingår i släktet Mycalesis och familjen praktfjärilar. Inga underarter finns listade i Catalogue of Life.